# Дин И
Дин И (кит. упр. 丁毅, пиньинь Dīng Yì, род.14 января 1959) — австрийский спортсмен китайского происхождения, игрок в настольный теннис, призёр чемпионатов Европы.

## Биография
Родился в 1959 году в Шанхае (КНР). В 1982 году переехал в Европу, в 1987 году получил австрийское гражданство.
В 1988 году принял участие в Олимпийских играх в Сеуле, но наград не завоевал. В 1990 году завоевал бронзовую медаль чемпионата Европы в смешанном разряде. В 1992 году принял участие в Олимпийских играх в Барселоне, но вновь остался без наград. В 1996 году принял участие в Олимпийских играх в Атланте, но наград не добился и там. В 2000 году принял участие в Олимпийских играх в Сиднее, но там стал лишь 33-м в одиночном разряде.